# Dzsantar Mantar obszervatórium
A Dzsantar Mantar csillagászati obszervatórium (hindiül: जन्तर मन्तर) India Rádzsasztán államában, Dzsajpur városában található.
II. Szavái Dzsaj Szingh építtette a 18. század elején, 1727-1734 között. A maharadzsa összesen öt csillagászati obszervatóriumot építtetett Közép-Nyugat Indiában. A dzsantar mantar kifejezés jelentése urdu nyelven = „számításokra alkalmas eszköz”.

## Leírása
A tizenhat épület az akkoriban ismert csillagászati műszerek felnagyított másolata, ami számos építészeti és technikai újítást tartalmaz. Az épületek kőből és fémből épültek. A megfigyeléseket szabad szemmel végezték.
Indiában a Dzsantar Mantar a  legnagyobb és legjobb állapotban fennmaradt középkori csillagvizsgáló. Egyes műszereit a mai napig használják, például a monszun idejének előrejelzésére.

## Műszerei
Húsz műszere között találhatók napórák, a bolygók és a csillagok helyzetét mutató műszer, a Nap magasságát mutató eszköz. A műszereket a ptolemaioszi világkép szerint állították be. Az itt végzett csillagászati megfigyelések során szerzett adatok hozzájárultak a korszak lényegében utolsó csillagkatalógusa, egy ún. zidzs összeállításához.
A legnagyobb műszer, a „szamrat jantra” 27 méter magas, árnyékát pontosan bejelölték, ennek segítségével megállapítható a nap során az idő. A tetején egy kis kupolát alakítottak ki, innen jelentették be a fogyatkozásokat és a monszun érkezését. Az épületeket helyi kőből és márványból építették. Mindegyik műszernek saját csillagászati skálája van, amit rendszerint az épület belső felén elhelyezett márványon jelöltek be.

## Világörökség
Az UNESCO 2010-ben az „eltűnőben lévő kulturális örökség kiváló példája” és „az emberiség történelmében valamikor fontos szerepet játszó épület vagy technológiai összeállítás” kategóriákban beválasztotta a Világörökségbe.

## Érdekesség
- A hely a 2006-os Zuhanás című film egyik helyszíne volt.

## Képgaléria

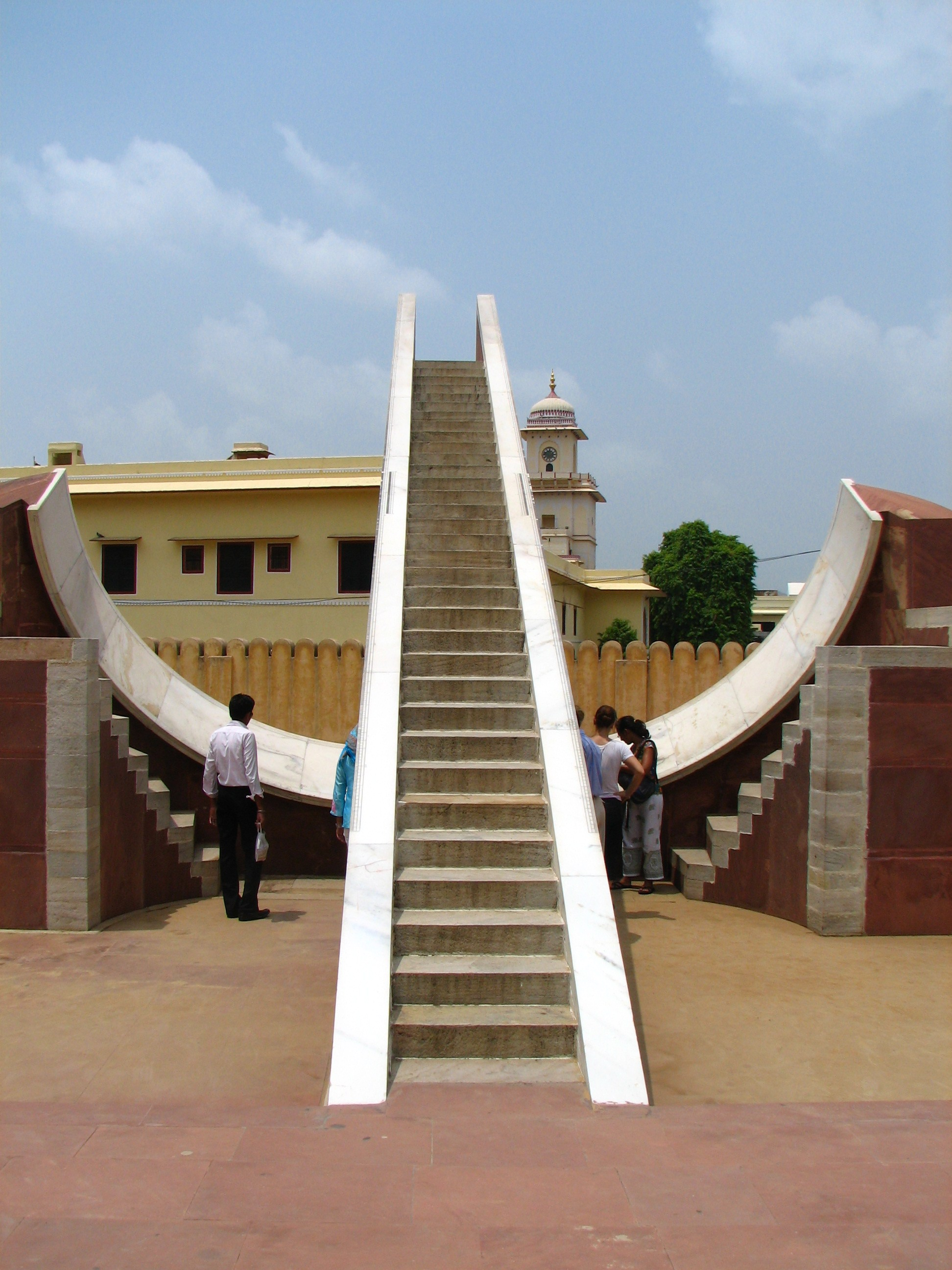
A kisebbik napóra
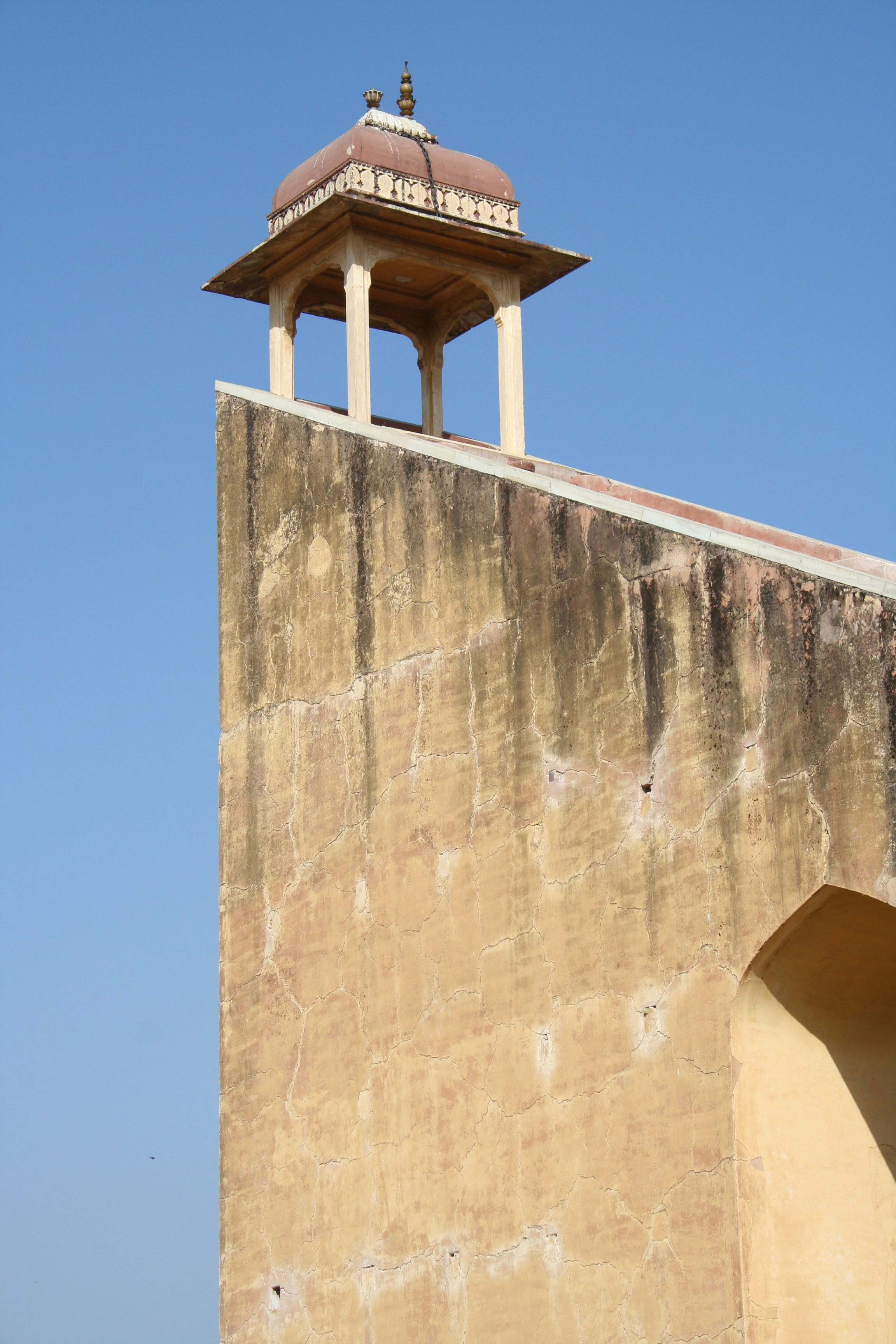
Megfigyelőhely a nagyobbik napóra tetején
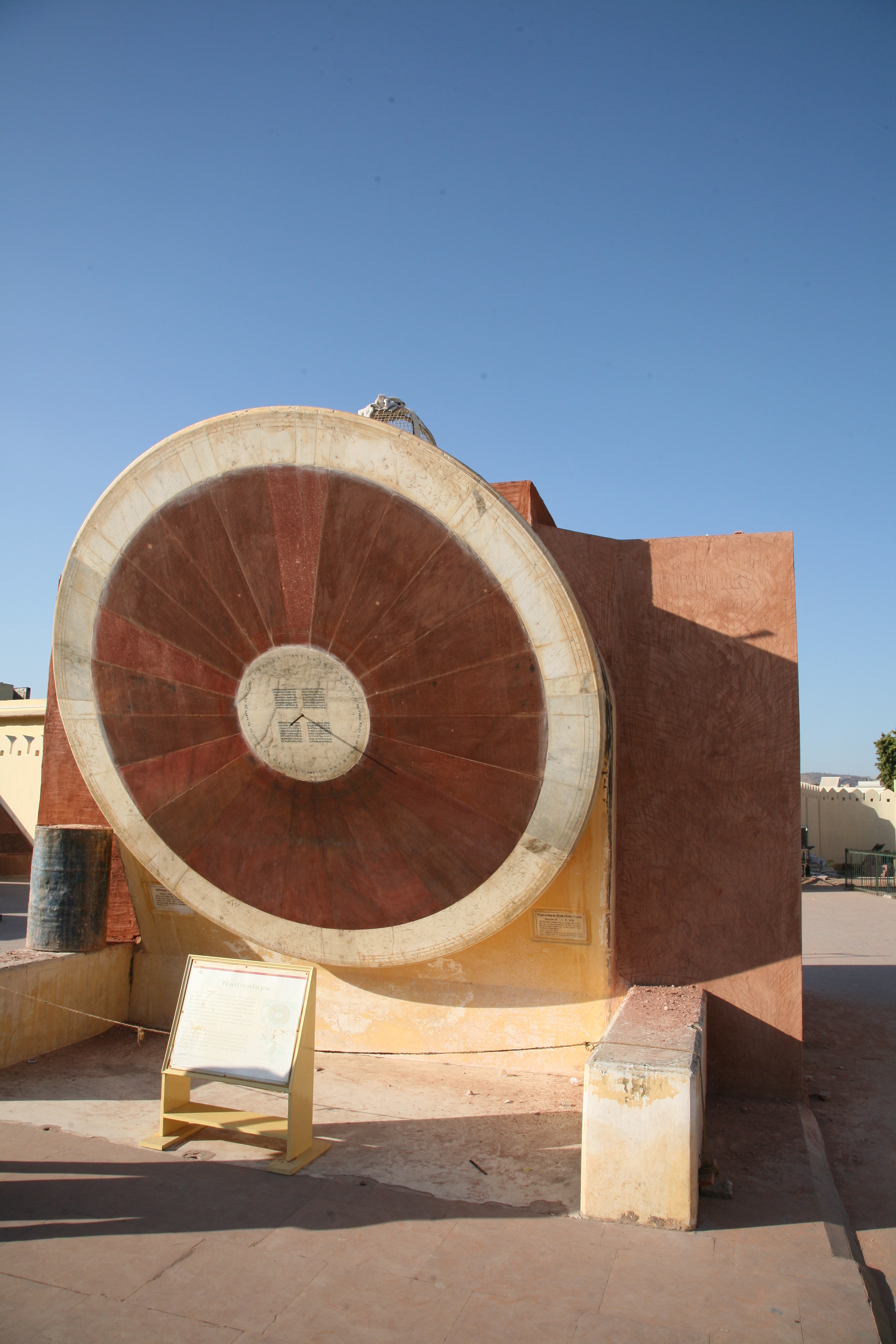
A „narivalaja jantra”